# 벨라루스 국립 정보, 무선전자 종합대학
벨라루스 국립 정보, 무선전자 종합대학(벨라루스어: Беларускі дзяржаўны ўніверсітэт інфарматыкі і радыёэлектронікі; 러시아어: Белорусский государственный университет информатики и радиоэлектроники)은 벨라루스 공화국의 정보기술, 무선공학, 전자공학 및 원격통신 분야에서 주도적인 고등교육기관으로서 유럽과 독립국가연합 국가들을 비롯한 전 세계에 널리 알려져 있다.
오늘날 이 곳은 전산학, 정보공학의 프로그램 지원, 자동화 시스템 프로그램 지원, 인공지능, 자동조종, 무선전자공학체계, 미소전자공학, 원격조종, 무선 및 컴퓨터장치와 전자기구, 의료전자기구 및 안전기술수단의 설계, 도량형학, 표준화, 그리고 경제학 분야 등 30개의 전공부문의 기술자들을 양성하고 있다.
10개의 학부와 35개의 강좌에서 주간, 야간, 통신 및 원격교육체계에 총 15,000명 이상의 학생들(350명의 외국인 포함)이 배우고 있다. 2001년에는 준연구원이 개설되었으며 현재 27개의 전공부문, 박사원에서는 8개의 전공부문에서 전문가 양성을 하고 있다.
이 대학에 입학하려면 벨라루스어 혹은 러시아어, 물리학, 수학, 외국어(시장경제, 경제학, 생산조직분야에만 한함) 과목들에 대한 중앙시험을 쳐야한다.

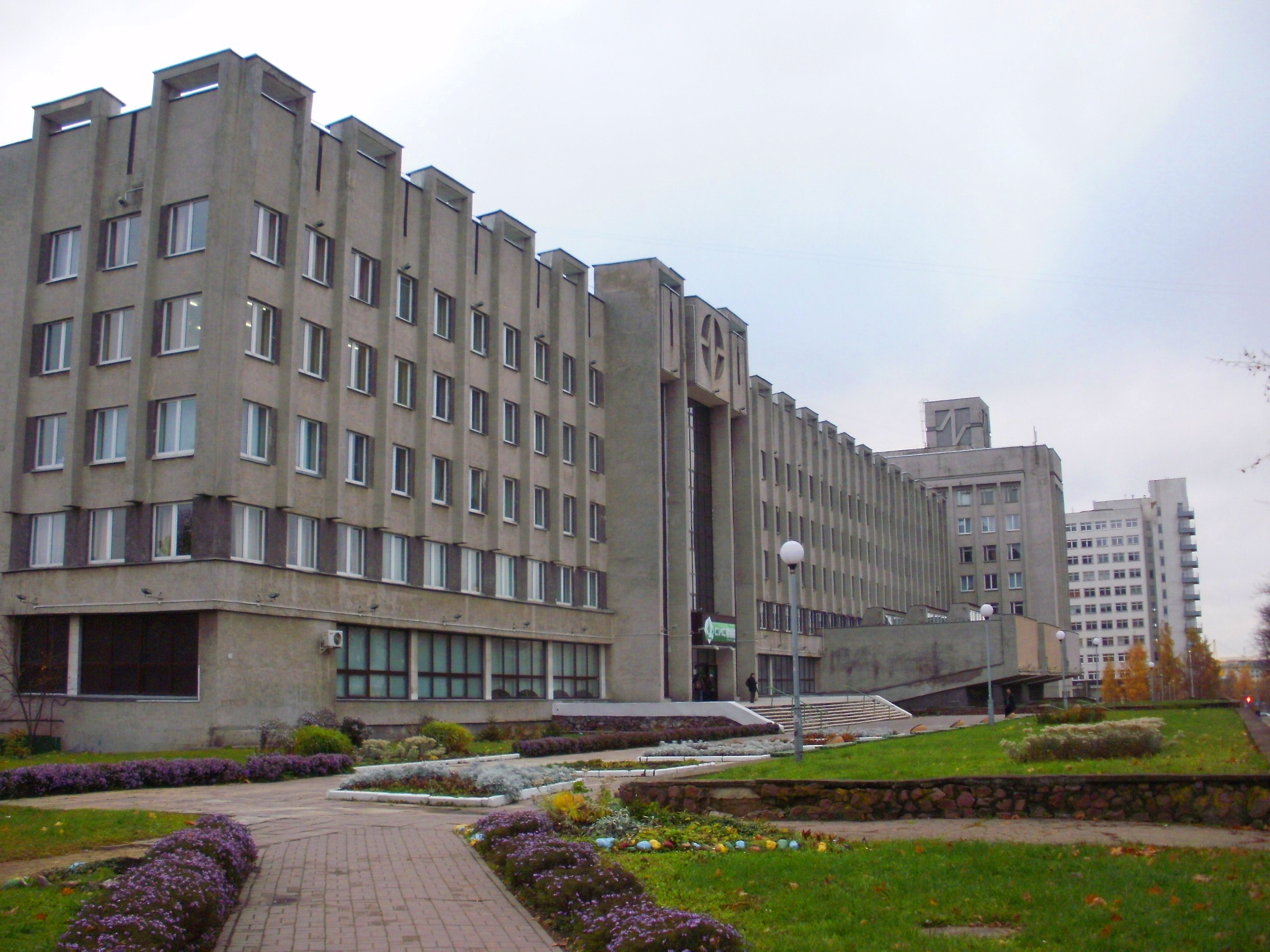
4, 5동

## 학부와 기타 단위
- 콤퓨터설계학부
- 정보공학 및 조종학부
- 무선전자공학부
- 콤퓨터체계 및 망학부
- 원격통신학부
- 기술경제학부
- 통신교육학부
- 련속원격교육학부
- 학교전교육 및 직업선택판단학부
- 군사학부
- 자질향상 및 재교육대학
- 대학부속 제1중학교

## 과학연구
대학에서는 49개의 연구실과 연구그룹 및 5개의 센터가 다음의 방향에서 연구사업을 진행하고 있다.
- 무선장치와 체계
- 정보전송 및 처리체계
- 새로운 정보기술과 조종체계
- 미크로 및 나노전자공학
- 새로운 전망성있는 재료, 에너지 및 합리적인 자원이용기술
- 요소, 장치, 체계의 검사, 진단 및 시험
- 무선전자체계와 장치에서 모형화와 최적화방법
- 사회발전의 사회경제적문제
- 교육에서 정보교육기술
- 레이저공학과 기술
- 생산공정과 전력공급체계자동화

기초연구와 응용연구에 교원들과 300여 명의 편제직무의 과학자들과 기술자들, 박사원과 연구원, 준연구원생들이 참가하고 있으며 주간교육을 받고 있는 학생들의 45%가 여러 가지 형태의 과학연구사업에 망라되어 있다.

## 국제적인 협력
현재 이 곳은 25개 나라의 59개의 대학, 과학기관, 국가기관들과 협조조약을 체결하고 있으며, 전 세계 29개 국에서 온 350여 명의 학부, 석, 박사 과정생, 연구생들이 공부하고 있다.
아제르바이잔, 아르메니아, 베트남, 베네수엘라, 그루지야, 예멘, 요르단, 이탈리아, 이란, 이라크, 이스라엘, 카자흐스탄, 키르키스스탄, 중화인민공화국, 조선민주주의인민공화국, 라트비야, 리비아, 리트바, 레바논, 몰도바, 나이지리아, 러시아, 시리아, 수단, 튀니지, 투르크메니스탄, 터키, 우크라이나, 스리랑카 등 29개 나라에서 온 예비과의 청강생들과 대학생, 준연구생, 연구생, 실습생들은 350여명이나 된다.

## 국제회의
벨라루스 국가정보 및 무선전자종합대학은 나노기술, 장래의 영상표시기술, 도형인식, 정보처리 및 보호, 의료전자공학, 교육에서의 정보기술 등에 관한 국제과학기술회의, 국제과학토론회, 강습의 조직자이다.
- «나노구조의 물리, 화학 및 응용-나노회의»
- «신경망과 인공지능»
- «장래의 영상표시기술»
- «21세기 교육환경-원격교육»
- «자연과학의 비상한 개조자»
- «의료전자수단과 새로운 의료기술»
- «사회의 경제발전: 기술갱신, 정보화, 체계적인 접근»
- «정보보호기술수단»
- «원격통신: 망과 기술, 대수암호와 자료의 안전»

## 교육실험실
벨라루스 국가정보 및 무선전자종합대학에서는 충분한 실천능력을 갖춘 대학생들을 양성하기 위하여 현대적인 실험설비들로 갖추어진 과학교육실험실들을 꾸려놓았다. 오늘날 대학에는 23개의 이러한 실험실들이 있다.

## 도서관
도서관의 연건축면적은 1821.14 m2이며 4개의 교사에 배치되어 있다.
- 전자도서관. 도서관전자매체 (전자목록, 전자교수방법론교재 등)와 인터넷 제공. 2004년 11월 개설.
- 7개의 열람실 (대학생열람실, 연구사열람실, 정기간행물열람실, 목록실 등)
- 3개의 대출실: 과학도서대출실 (2개)와 문예도서대출실.
- 연구실과 강좌의 도서관
- 새소식의 주제별전시
- 새소식월보
- 19개의 서지
- 1992년 이후 출판된 도서들의 전자목록
- 외국문헌원문자료기지열람

## 대학생들의 여가생활
대학생구락부는 대학생들과 교직원들의 콩클 및 예술작품축전을 조직한다.. 전통적인 것들로서는:
- «대학생들의 첫 공연» – 1학년생들의 예술작품축전
- «대학생의 봄»
- «록크축전»

해마다 미인콩클과 배우기교콩클이 진행된다.
대학생들은 44개의 창조집단에서 자기의 재능을 보여줄 수 있다. 많은 창조집단들과 개인들이 국제국내축전들과 콩클들에서 명예상장과 표창장을 받다:
- 체육무용구락부«당고»
- 취주악단
- 연극단
- 민요협주단

대학 내에는 대학신문 «임플스»가 발행된다.